# Цырульников, Сергей Валерьевич
Сергей Валерьевич Цырульников (род. 3 апреля 1985, с. Новокубанка, Шортандинский р-он, Акмолинская область,  Казахская ССР,  СССР) — казахстанский силач, четырехкратный рекордсмен мира по силовым номерам, рекордсмен Книги Гиннесса и шестикратный рекордсмен Казахстана. Официальный Амбассадор Министерства Культуры и спорта Республики Казахстан. Мастер спорта по волейболу и пауэрлифтингу. Кандидат в мастера спорта по гиревому спорту.

## Биография
Цырульников С.В. родился 3 апреля 1985 года в селе Новокубанка Шортандинского района Акмолинской области.  В 2006 году Сергей был призван на срочную службу в Республиканскую гвардию «Улан». Служил в комендатуре. Нёс службу на боевых постах. Через год ему предложили остаться и работать по контракту. Имея за плечами два высших образования: одно, согласно увлечению — физическая культура и спорт, другое для будущего — финансы. Однако сейчас Сергей выбирает армию по личным убеждениям. Для него честь носить на своих плечах погоны, называться военным и офицером. В 2008 г. он был назначен на должность офицера инструктора в Службу государственной охраны Республики Казахстан, Президентский полк «Айбын».
В 2013 году казахстанец Сергей Цырульников принимал участие в программе «Минута славы». Ранее он установил мировой рекорд по надуванию грелок в ходе чемпионата по рукопашному бою в Астане. Ещё один необычный рекорд, по завязыванию гвоздей в узел в 2016 году. Он загнул 12 гвоздей в шесть узлов за 1 минуту 41 секунду. Казахстанский силач считает себя продолжателем традиций Кажымукана Мунайтпасова и Балуана Шолака. В 2017 году Сергей Цырульников выполнил опасный трюк, удерживая четырёх лошадей, которых четыре человека разводят в разные стороны. С этим трюком силач уже вошёл в Книгу рекордов Казахстана и намерен попасть в Книгу рекордов Гиннесса. Трюк с лошадьми Сергей Цырульников исполнил на родине легендарного палуана Кажымукана Мунайтпасова – в селе Кажымукан. Богатырь говорит, что подобный эффектный приём с лошадьми уже выполнялся знаменитым силачом, но его рекорд нигде зафиксирован не был. Сергей также разработал и запустил производство уникальную изометрическую раму для тренировок Ultimate Power Frame.
Сергей часто выезжает за рубеж ( Сингапур, Гонконг, Дубай, Москва, Чанду, Шанхай, Индия, Санкт-Петербург, Лондон, Израиль, и многие другие ), где представляет силовую культуру Казахстана. В 2019 году принимал участие в турнире вортекс, где выиграл самого сильного человека России. Сергей демонстрировал силовые номера батыров перед главами государств.
Также Сергей медийная личность, он ведёт блог на TikTok, который входит в топ-5 в Казахстане по изданию Forbes.kz .
С недавнего времени Сергей основал NFT проект под названием KazLabs, и готовится запустить свою первую коллекцию NFT.

## Проекты
- Founder of the KazLabs NFT project
- Авторская система тренировок по силовым номерам Сергея Цырульникова;
- Состязания Batyrs' Battle [2];
- Вице президент патриотических Клубов «Жас Сарбаз»;
- Основатель проекта «По родным краям Шагая»;
- Основатель движения «спорт в Аул» ( проект по проведению открытых тренировок и мотивационных встреч в Аулах Страны ) 48 аулов за 2021 год посетила команда.

## Личные рекорды
- Мировой рекорд по разгибанию калиброванных подков [3][4][5][6][7];
- Протащил несколько метров состав весом в 148 тонн [8];
- Протащил трактор весом в 24 тонны [9];
- Мировой рекорд по надуванию грелок [10][11];
- Рекорд по завязыванию гвоздей в узел. Он загнул 12 гвоздей в шесть узлов за 1 минуту 41 секунду [12][13];
- Установил рекорд, выполнив опасный трюк, удерживая четырёх лошадей, которых четыре человека разводят в разные стороны [14][15][16][17];
- Установил рекорд Казахстана, согнув 10 сковородок за 2 минуты [18].

|  |  |

## Премии и награды
- 2022 (18 марта) — Орден «Достык»» 2 степени;
- Орден «Курмет» ;
- Медаль в честь 145 летия Хаджимукана ;
- Медаль С.К. Нурмагамбетова, за вклад в развитие молодежного патриотического движения;
- Медаль Б. Момышулы, за пропаганду силового наследия ;
- Медаль «20 лет СОП»;
- Медаль «За десять лет безупречной выслуги» ;
- Медаль «20 лет Ассамблеи Народа Казахстана» ;
- Почётный Член совета Ассамблеи Народов Казахстана;
- Почётный гражданин Шортандинского района;
- Медаль «80 лет Шортандинскому району» ;
а также награжден более 80 медалями за различные международные и городские чемпионаты .

## Фильмография
1. «Пустота»;
2. «Каждому своё»;
3. «По родным краям шагая»;
4. «Терапия»;
5. «Хаджимукан».